# Votum
Un votum (latín, en plural, vota), en la religión de la Antigua Roma, es una promesa o voto hecha a una deidad para conseguir su favor. 
Proviene del participio pasado del verbo latino voveo, vovere, "voto, promesa". Como resultado de esta acción verbal, un votum es también lo que cumple la promesa, es decir, la cosa prometida, como puede ser el caso de ofrendas, estatuas, o incluso, un templo. El votum es un aspecto de naturaleza contractual de la religión romana, una negociación expresada por el do ut des, "te doy para que me des".

## Votaprivados

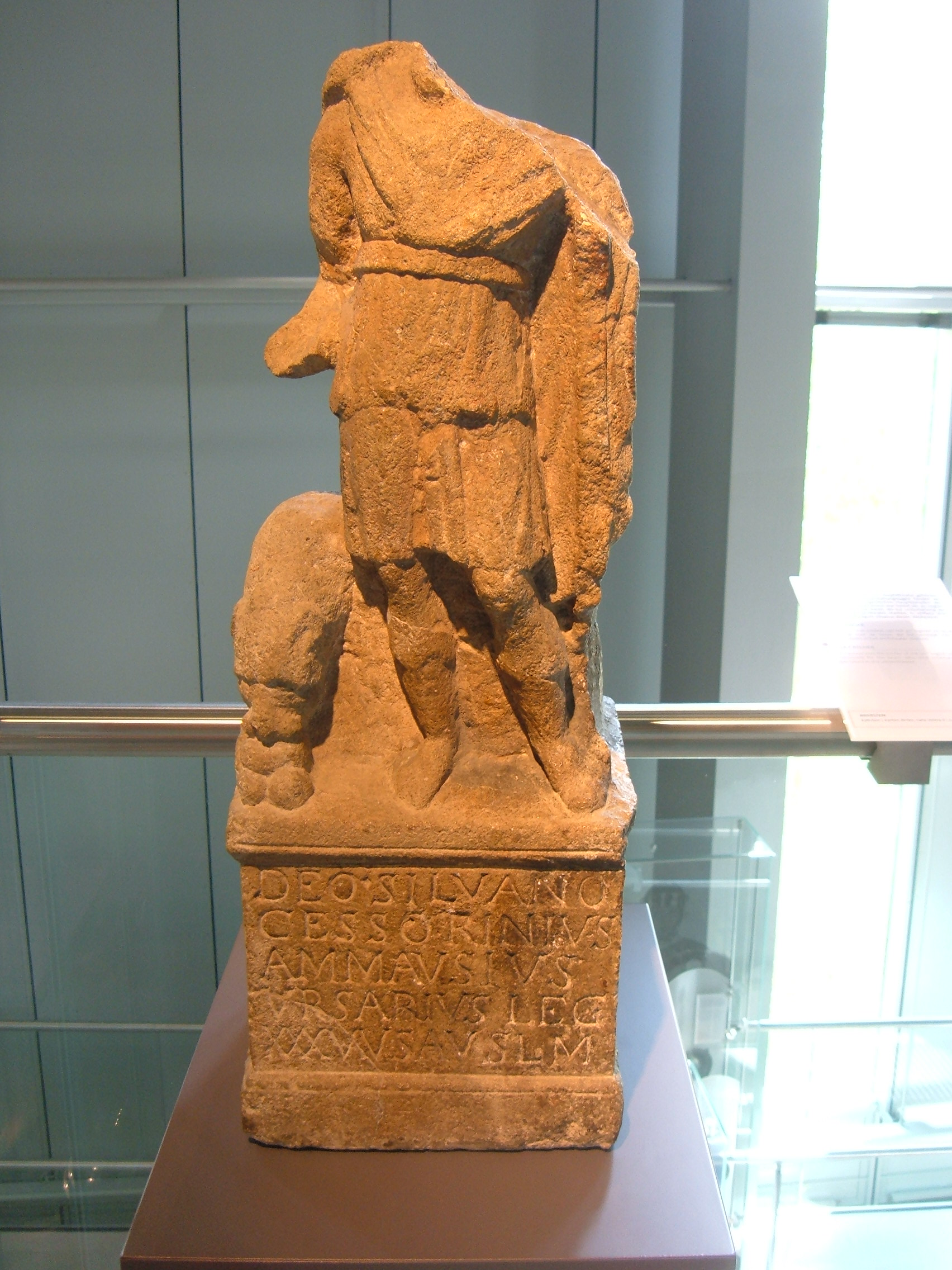
Estatua votiva al dios Silvano; las inscripciones finalizan con la abreviatura V.S.L.M. (votum solvit libens merito).

En la vida cotidiana, las personas individualmente, podían hacer ofrendas votivas a una deidad por problemas privados. Los vota privata están ampliamente atestiguados por diferentes inscripciones, sobre todo en la época tardo Imperial. Están marcados con regularidad con las letras V.S.L.M., votum solvit libens merito, que señalaba que la persona que hacía la dedicatoria "hacía la promesa libremente, como se merecía". Warde Fowler encontró en estas ofrendas "expresiones del sentimiento religioso ..." y agradecimiento por las bendiciones recibidas que van más allá de un formalismo contractual.

## Votamilitares
Durante la época republicana, el votum formaba una parte habitual en las ceremonias llevadas a cabo en el Capitolio por un general celebrando un imperium antes de su implementación.  El espectacular triunfo con sus dedicatorias del botín y sacrificios de animales en el Capitolio fue, en parte, el cumplimiento de esa promesa.
Un general que se enfrentara a un resultado incierto en el campo de batalla podía hacer un votum con la promesa de construir un templo en agradecimiento por la ayuda divina en su victoria. En el 311 a. C., Cayo Junio Bubulco Bruto se convirtió en el primer general plebeyo que hizo un votum de construir un templo, para honrar a la diosa Salus, "Salvación".
También se hacía un votum en relación con el ritual de la evocatio, especie de negociación con las deidades tutelares del enemigo para ofrecerles un culto superior. Una forma extrema de votum fue la devotio, el ritual por el que un general se sacrificaba en la batalla, para aniquilar al adversario, pidiendo a las deidades ctónicas que perdiese la vida el enemigo al mismo tiempo que él.

## Votapúblicos
En la República, se ofrecían vota pro salute rei publicae ("votos por la seguridad de la República") a principios del año, en el día en que los cónsules asumían sus funciones. Durante el Imperio, el pueblo romano se reunía el 3 de enero para ofrecer colectivamente votos para la salus ("salud, seguridad, bienestar") del emperador. Estos vota publica continuaron incluso después de que el cristianismo se convirtiera en la religión oficial del Imperio, y posiblemente tuvieran lugar hasta el siglo VI. Esto era así porque estos votos eran tanto afirmaciones de lealtad política como expresiones de religiosidad, siendo difíciles de abolir sin socavar el aura sagrado de la autoridad del emperador.

## Otrosvota
Se hacían votos también en otros ámbitos como en los de las ciudades, con la abreviatura V.S.L.A. (votum solvit libens animo). Existen muchas inscripciones votivas que así lo indican, como en la ciudad de Augusta Emerita:
Genio civitatis Augustae Emeritae / Caius Antistius / Caii libertus / Iucundus / Palmensis, ex pecunia sua / votum solvit libens animo
"Al Genio de la ciudad Emérita Augusta, Cayo Antistio Yucundo, de Palma, liberto de Cayo, de su propio dinero cumple el voto gustoso de ánimo".